# Argentinosaure
L'argentinosaure (Argentinosaurus) és un gènere de dinosaure sauròpode que va viure al Cretaci mitjà, fa entre 96 i 94 milions d'anys. Les seves restes fòssils foren trobades per primera vegada per Guillermo Heredia a l'Argentina.